# Quercus incana
Quercus incana Bartram – gatunek roślin z rodziny bukowatych (Fagaceae Dumort.). Występuje naturalnie w południowych i południowo-wschodnich Stanach Zjednoczonych – w Alabamie, Arkansas, na Florydzie, w Georgii, Luizjanie, Missisipi, Karolinie Północnej, Oklahomie, Karolinie Południowej, Teksasie oraz Wirginii. 

## Morfologia
PokrójZrzucające liście drzewo dorastające do 10 m wysokości. Kora ma brązową barwę.
LiścieBlaszka liściowa ma kształt od eliptycznego do owalnego lub odwrotnie jajowatego. Mierzy 3–10 cm długości oraz 1,5–3,5 cm szerokości, jest całobrzega, ma nasadę od zaokrąglonej do ostrokątnej i wierzchołek od tępego do ostrego. Ogonek liściowy jest omszony i ma 2–8 mm długości.
OwoceOrzechy zwane żołędziami o kształcie od jajowatego do elipsoidalnego, dorastają do 10–17 mm długości i 10–16 mm średnicy. Osadzone są pojedynczo w miseczkach w kształcie kubka, które mierzą 5–8 mm długości i 10–18 mm średnicy. Orzechy otulone są w miseczkach do 25–35% ich długości.

## Biologia i ekologia
Q. incana zazwyczaj rośnie w lasach sosnowych z przewagą sosny długoigielnej (Pinus palustris). Razem z innym gatunkiem dębu Q. laevis tworzą w tych lasach warstwę podszycia. Runo jest przeważnie zdominowane przez gatunek Aristida stricta.